# Helena van Bulgarije
Helena van Bulgarije, ook Elena Asenina genoemd (Bulgarije 1224 - Nicea circa 1250) was een Bulgaarse prinses en keizerin-gemalin van Theodoros II Laskaris, Byzantijns keizer van de deelstaat Nicea.

## Bulgarije
Helena was de dochter van de Bulgaarse keizer Ivan Asen II en zijn tweede vrouw Maria, ook Anna genoemd (1204-1237), van Hongaarse afkomst en gestorven aan de pest. Ivan is driemaal getrouwd geweest.

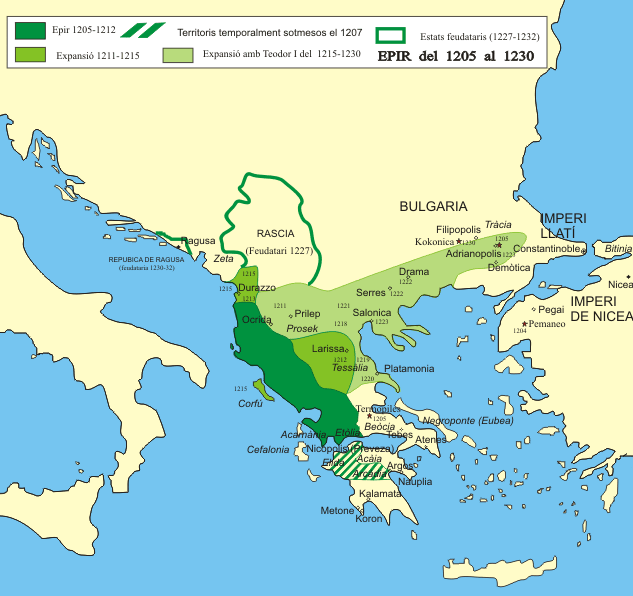
De troepen van Epirus bestormden de Bulgaren omwille van hun alliantie met de kruisvaarders. Epirus werd verslagen in 1230.

## Alliantie met Constantinopel?
Helena's vader zocht een alliantie met de kruisvaarders van het Latijnse keizerrijk van Constantinopel. Hiertoe organiseerde hij een verloving van Helena met Boudewijn II van Courtenay, keizer van Constantinopel (1229-1230). Deze laatste was keizer van niet meer dan de stad Constantinopel en was in grote geldnood. Het Latijns bestuur vreesde (terecht) dat deze Bulgaarse demarche het einde van het Latijnse keizerrijk kon betekenen. Zulk een (huwelijks)alliantie tussen Bulgaren en kruisvaarders was ook niet naar de zin van Theodoros Komnenos Doukas, despoot van Epirus. Deze zag alleen voor zichzelf een herovering van Constantinopel, zonder Bulgaren. De verloving moest derhalve militair bevochten worden, want het betekende voor Epirus een gevaar. In 1230 versloeg de Bulgaarse heerser en Helena's vader de oprukkende troepen van Epirus in Klokotnitsa. De despoot van Epirus, Theodoros, werd gevangen gezet en de ogen uitgestoken. De militaire kaarten waren grondig dooreen geschud en voortaan zouden alleen nog Bulgaren en Niceanen dromen van een herovering van Constantinopel. Helena was niet meer verloofd met Boudewijn.

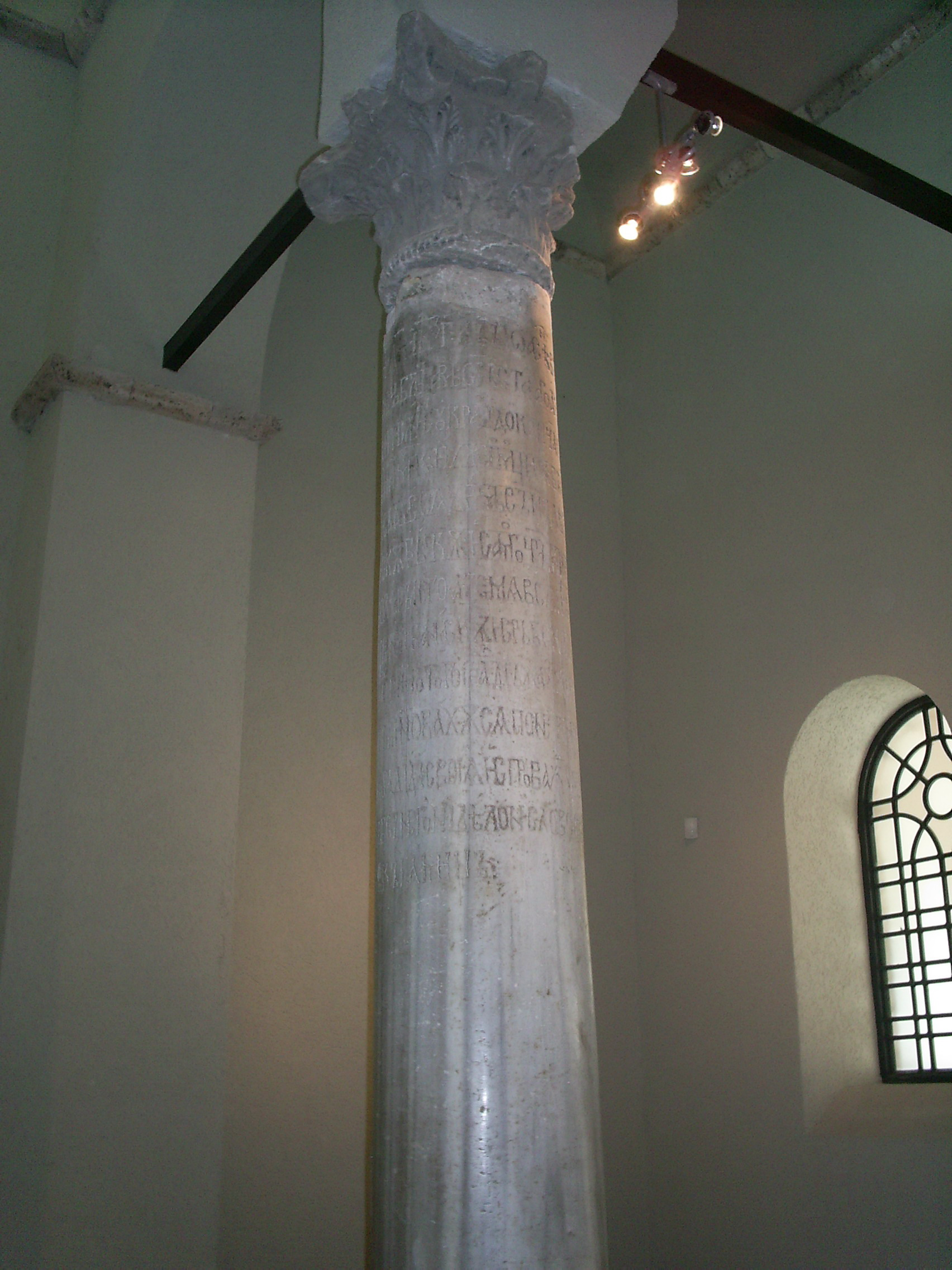
Helena's vader liet zijn overwinning van 1230 beitelen in deze zuil.

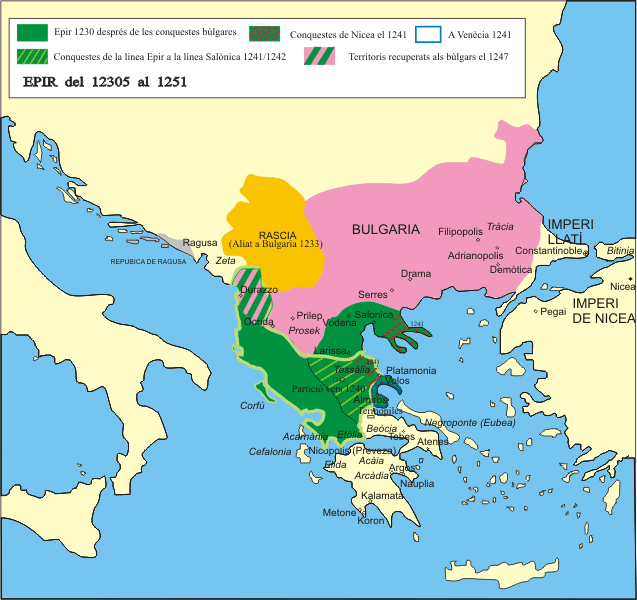
De Bulgaren veroverden vanaf 1230 Thracië en andere gebieden die ooit Byzantijns waren.

## Alliantie met Nicea?
De Bulgaren zochten vervolgens een (huwelijks)alliantie met het keizerrijk Nicea (1230-1232). Dit ging gepaard met druk diplomatiek verkeer en met de erkenning van de patriarch van Bulgarije door de andere Oosterse patriarchen, met inbegrip van de patriarch van Constantinopel. Helena's vader lag bovendien overhoop met de paus omwille van zijn vijandigheid tegen het katholieke Hongarije. Helena, 8 jaar, verloofde zich met kroonprins Theodorus van Nicea, 11 jaar oud (1232). In 1235 werd het huwelijk plechtig ingezegend in Lampsakos, aan de Hellespont. Rond deze periode werd Theodoros mede-keizer van Nicea en werd Helena tot mede-keizerin uitgeroepen.
De jonge Helena en Theodoros werden samen opgevoed in het paleis van Nicea door de moeder van Theodoros, Irene Laskarina. De militaire alliantie van Bulgaren en Niceanen werd in de jaren nadien enkele keren opgebroken. Hierbij kwam Helena's vader haar ophalen in het paleis van Nicea en bracht haar terug naar Bulgarije. Bij hernieuwde samenwerking tussen Bulgarije en Nicea verbleef Helena dan opnieuw bij haar man Theodoros in Nicea. Helena maakte het mee dat, aan de overzijde van de Bosporus, haar vader en nadien haar broers geheel Thracië veroverden. In de ogen van de brutale Theodoros waren Bulgaren niet meer dan opstandige Byzantijnse onderdanen. Voor Helena zou hij evenwel heel zijn leven respect getoond hebben. Wanneer Theodoros zijn vader Johannes opvolgde in 1254, was Helena reeds overleden.
Uit het huwelijk van Theodoros en Helena werden vijf kinderen geboren:
- Johannes IV Laskaris (1250 - na 1290)
- Irene Laskarina, († 1269/70), gehuwd met Constantijn Tich, tsaar van Bulgarije
- Maria Laskarina († 1258), gehuwd met Nikephoros I Komnenos Doukas, despoot van Epirus
- Theodora Laskarina († na 1264) gehuwd 1) met Mattheüs de Mons, baron van Veligosti en 2) met Jakob Svjetoslav, tsaar van een deel van Bulgarije
- Eudokia Laskarina († 1254), gehuwd 1) met Peter I, graaf van Ventimiglia, en 2) met Arnoud Rogier, graaf van Pailhars.